# NGC 1055

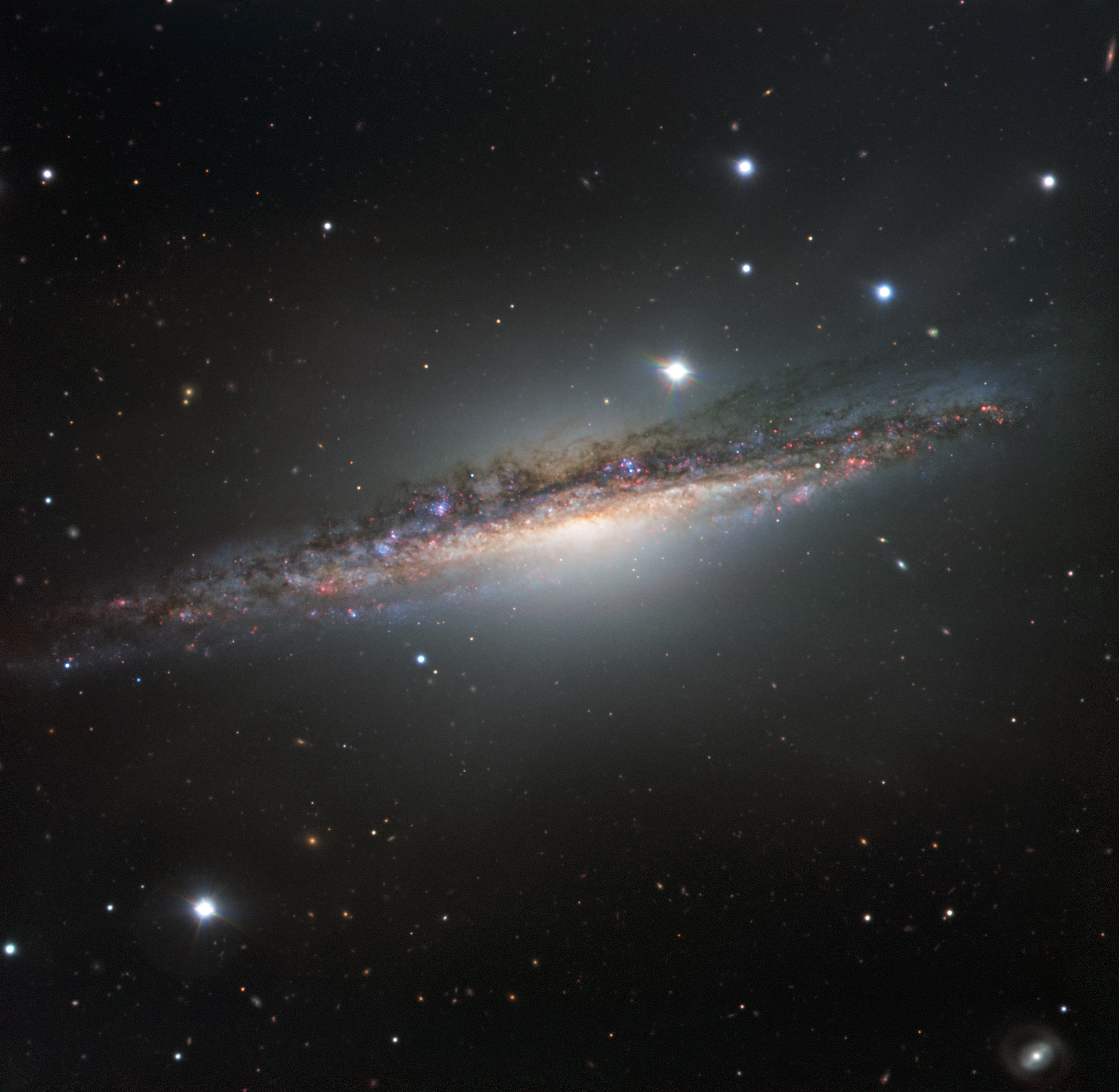
NGC 1055 imagée par le Très Grand Télescope (VLT) de l'ESO.

NGC 1055 est une galaxie spirale barrée relativement rapprochée et vue par la tranche, située dans la constellation de la Baleine. NGC 1055 a été découverte par l'astronome germano-britannique William Herschel en 1783. 

## Caractéristiques

### Distance
Sa vitesse par rapport au fond diffus cosmologique est de  771 ± 16 km/s, ce qui correspond à une distance de Hubble de 11,37 ± 0,83 Mpc (∼37,1 millions d'al).
À ce jour, 24 mesures non basées sur le décalage vers le rouge (redshift) donnent une distance de 15,054 ± 3,584 Mpc (∼49,1 millions d'al), ce qui est à l'intérieur des valeurs de la distance de Hubble.

### Morphologie
NGC 1055 a été utilisée par Gérard de Vaucouleurs comme une galaxie de type morphologique Sab sp dans son atlas des galaxies,.
La classe de luminosité de NGC 1055 est II et elle présente une large raie HI. De plus, c'est une galaxie LINER, c'est-à-dire une galaxie dont le noyau présente un spectre d'émission caractérisé par de larges raies d'atomes faiblement ionisés. Elle est aussi une galaxie active de type Seyfert 2 (Sy 2). Son bulbe proéminent est traversé par une large et sombre bande de poussière.

### Luminosité dans l'infrarouge
La luminosité de la galaxie de NGC 1055 dans l'infrarouge lointain (de 40 à 400 µm)  est égale à 1,00 × 1010 {\displaystyle L_{\odot }} (1010,00{\displaystyle L_{\odot }}) et sa luminosité totale dans l'infrarouge (de 8 à 1 000 µm) est de 1,23 × 1010 {\displaystyle L_{\odot }} (1010,09{\displaystyle L_{\odot }}).

## Trou noir supermassif
Selon un article basé sur les mesures de luminosité de la bande K de l'infrarouge proche du bulbe de NGC 1055, on obtient une valeur de 107,0 {\displaystyle M_{\odot }} (10 millions de masses solaires) pour le trou noir supermassif qui s'y trouve.

## NGC 1055 et M77
NGC 1055 et M77 sont dans la même région de la sphère céleste. Ces deux galaxies sont particulièrement esthétiques en astrophotographie. C'est durant le mois de septembre qu'il y a lieu de les photographier afin de pouvoir bénéficier d'un temps de pose le plus long possible, compte tenu notamment du fait que ces deux objets sont situés à une hauteur assez basse sur l'horizon dans l'hémisphère nord de la Terre.

## Groupe de M77
Selon A. M. Garcia, NGC 1055 est membre du groupe de M77. Ce groupe de galaxies renferme au moins 7 membres. Les autres galaxies du groupe sont M77 (NGC 1068), NGC 1073, UGC 2162, UGC 2275, UGC 2302 et UGCA 44.

## Galerie

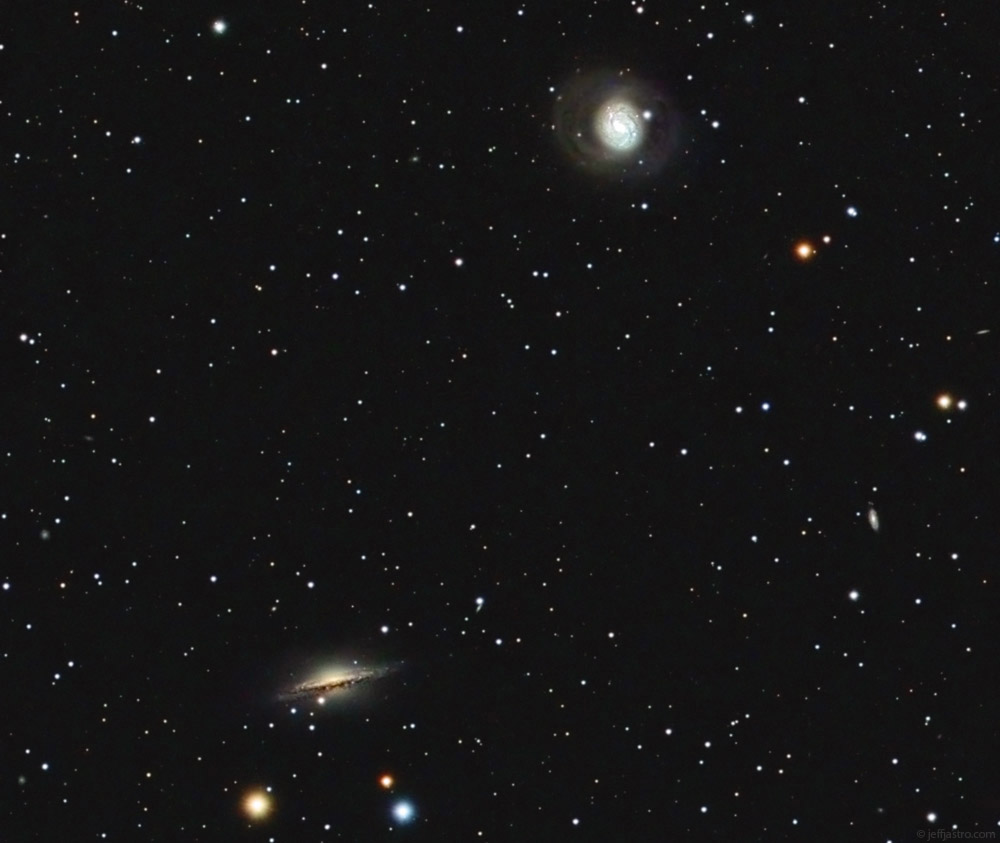
NGC 1055 et de M77 imagées par un astronome amateur.
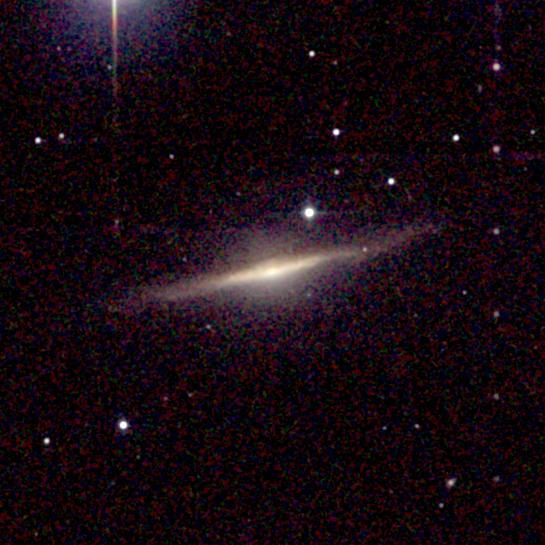
NGC 1055 en infrarouge par le relevé 2MASS.
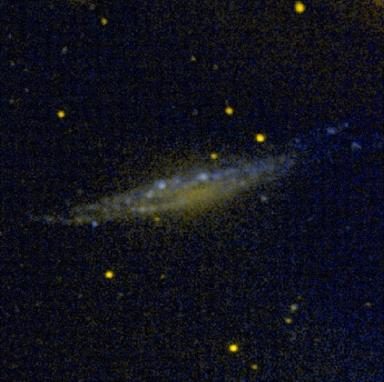
NGC 1055 en ultraviolet par le télescope spatial GALEX.